# 微電園駅
微電園駅（びでんえん-えき）は、中華人民共和国重慶市沙坪垻区にある重慶軌道交通1号線の駅で、駅番号は1/21である。

## 駅構造
相対式ホーム2面2線の高架駅である。
|          | 右側のドアが開く |      |   |        |
| 至朝天門 | ←                | 上り | ← |        |
|          | →                | 下り | → | 至璧山 |
|          | 右側のドアが開く |      |   |        |

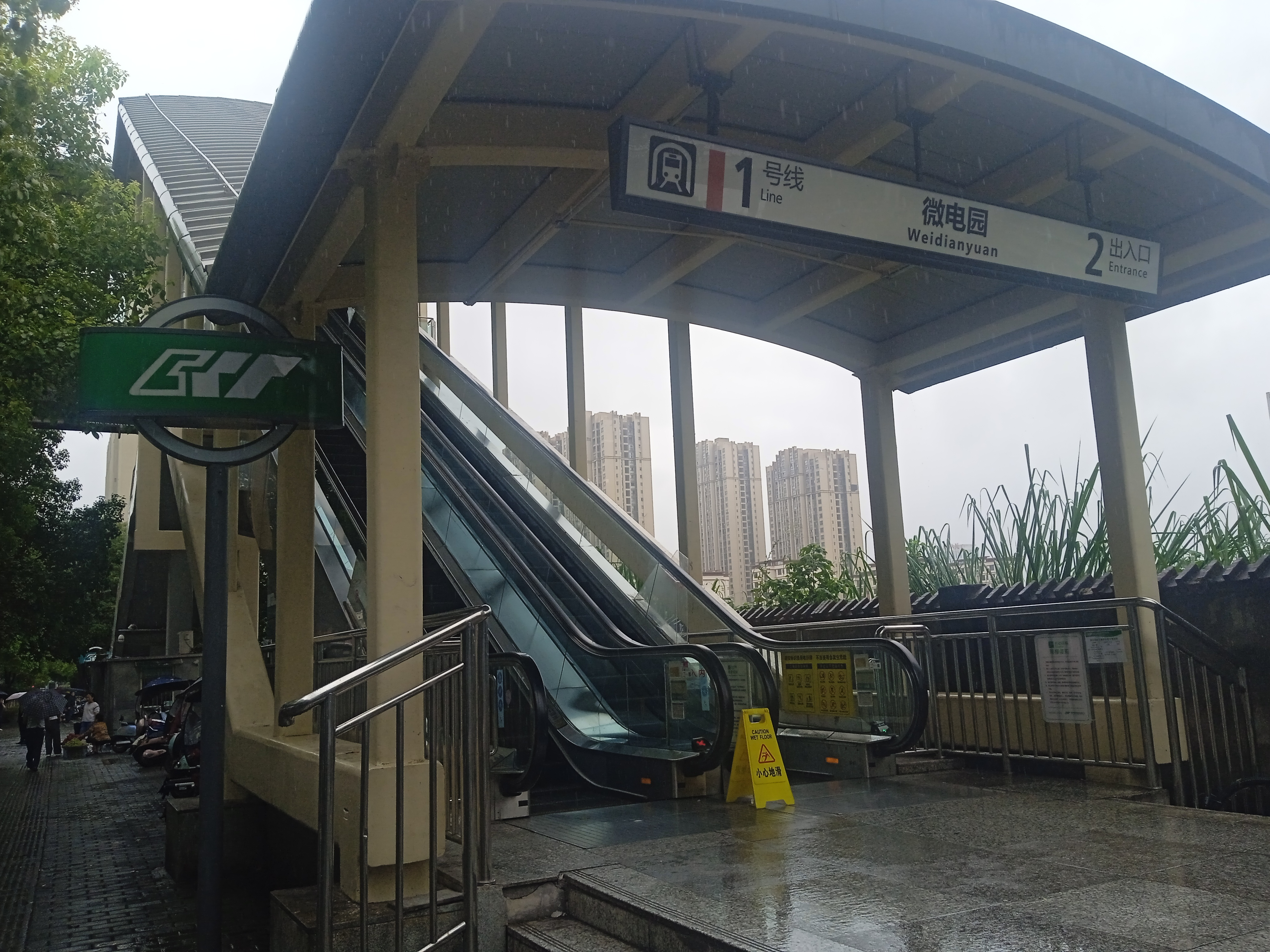
2番出入口
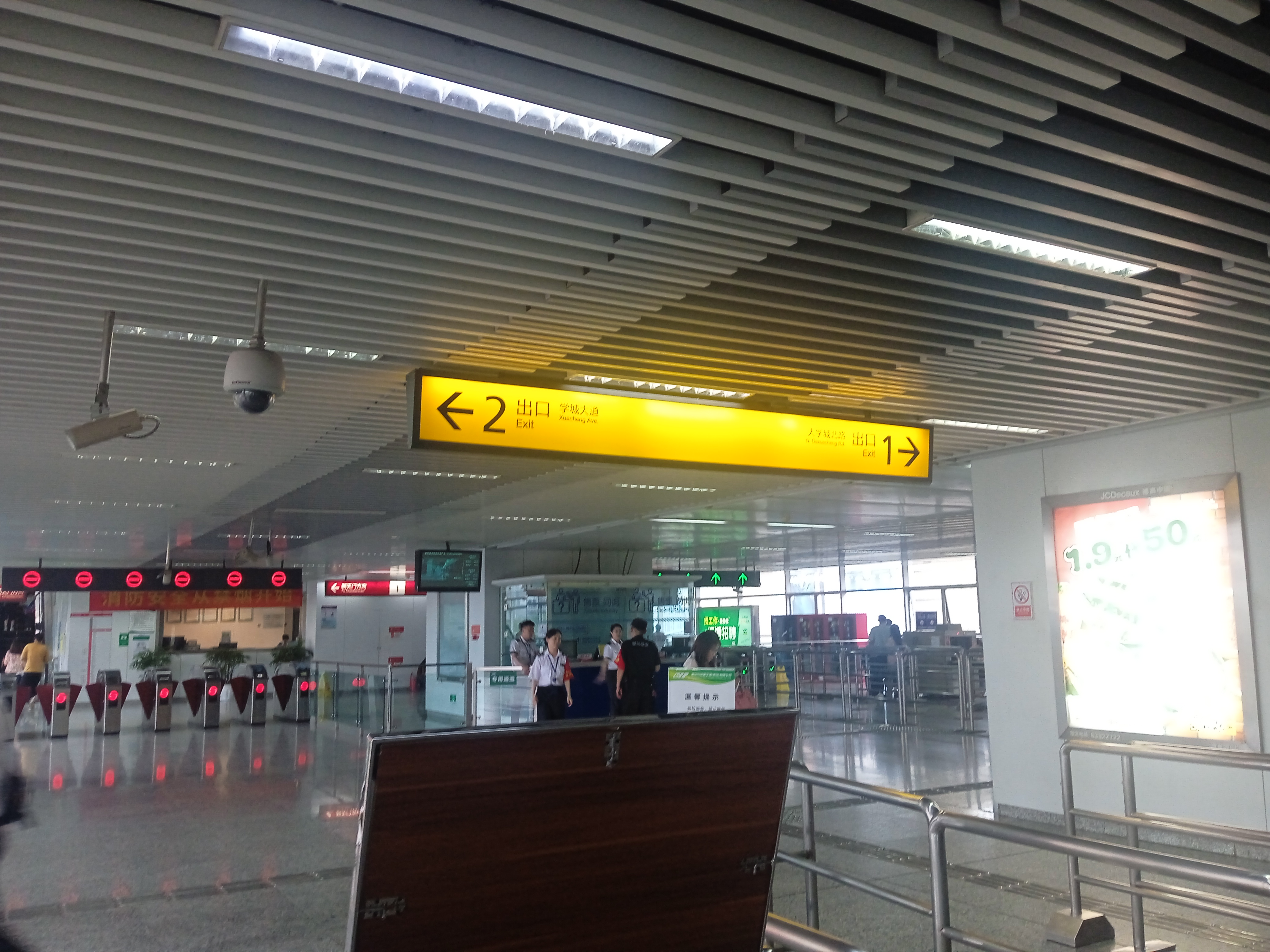
改札口
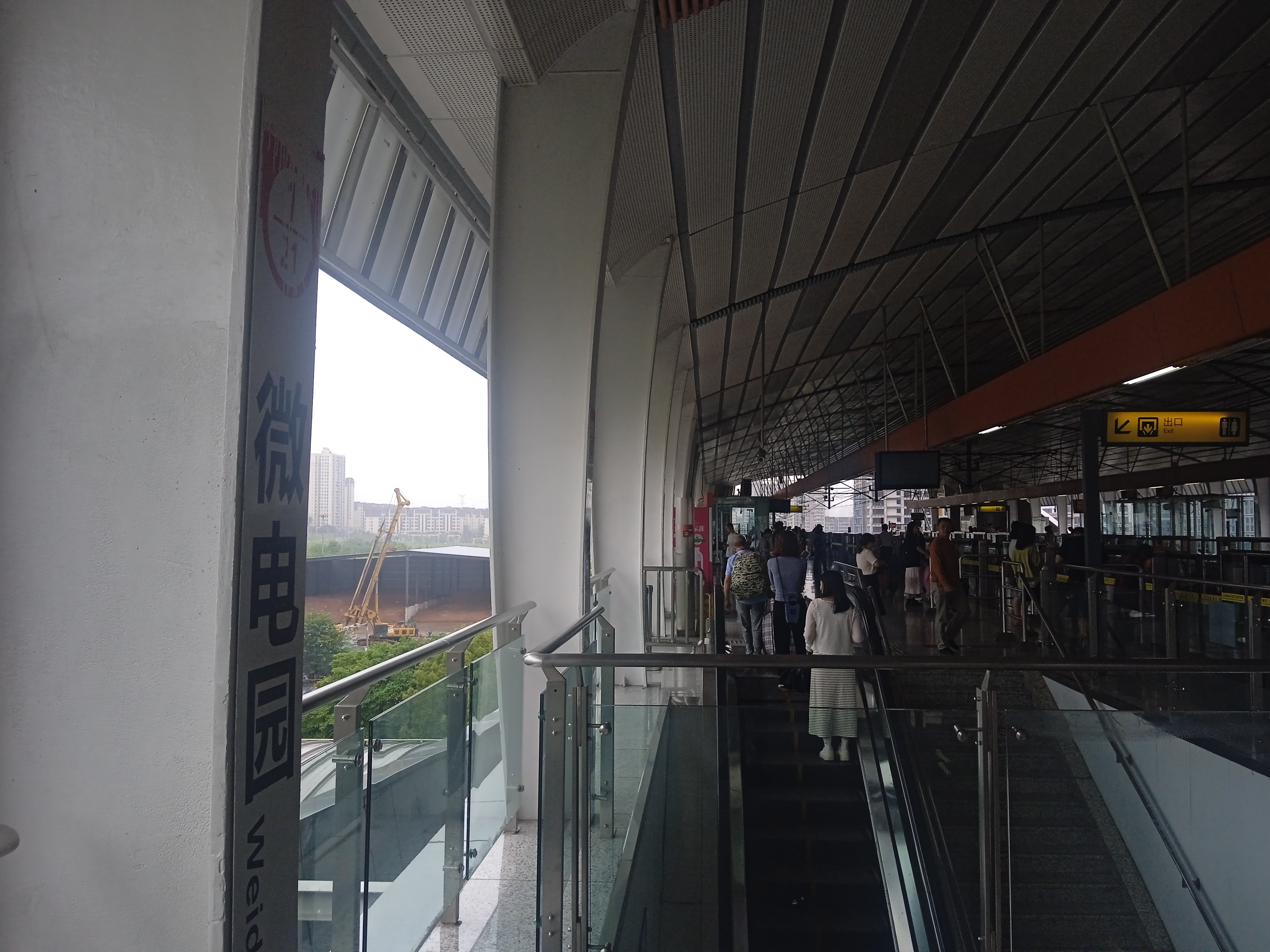
朝天門方面ホーム
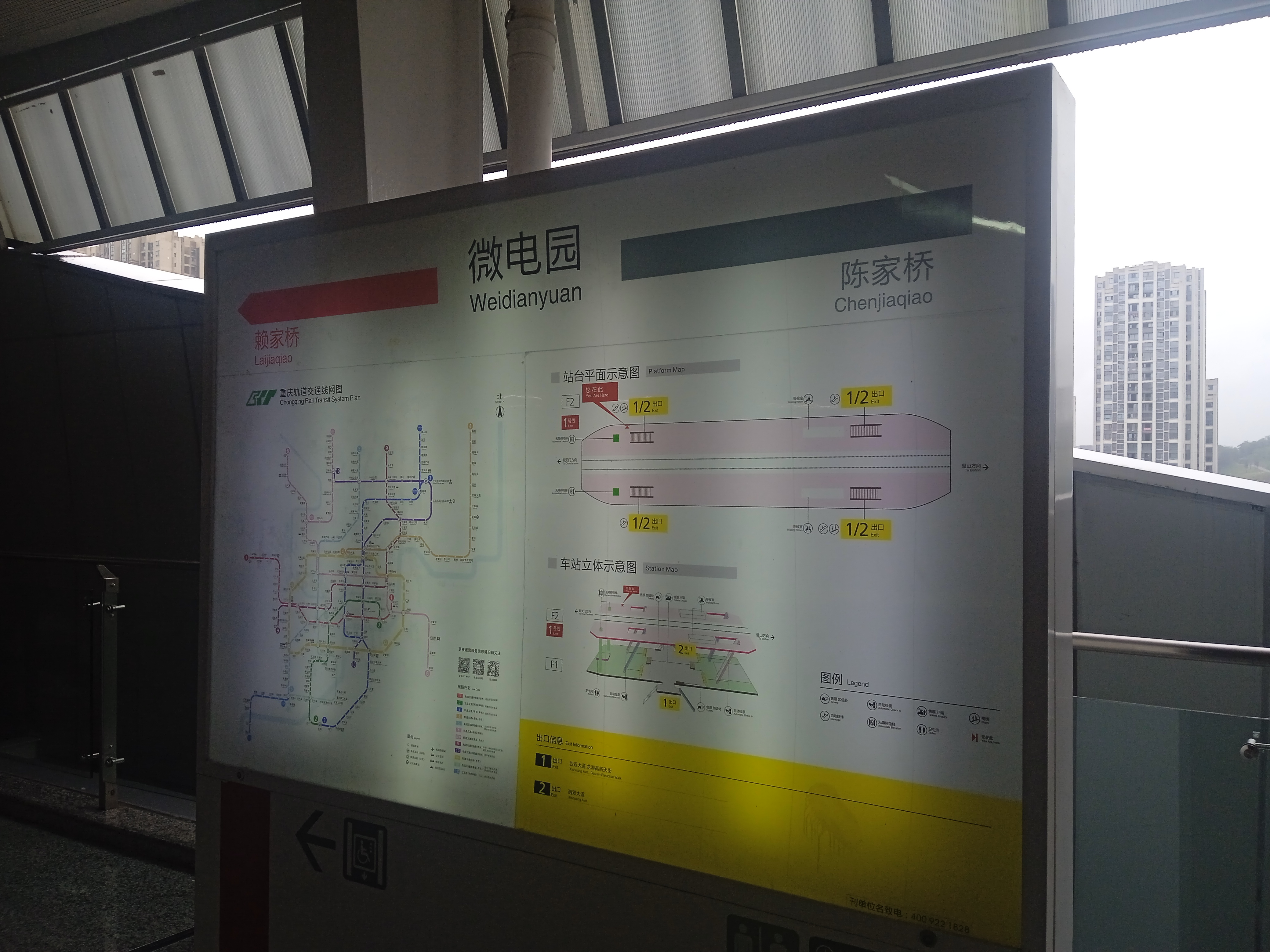
駅名標